# مانگامیلا
مانگامیلا (به لاتین: Mangamila) یک منطقهٔ مسکونی در ماداگاسکار است که در آنالامانگا واقع شده‌است. مانگامیلا ۲۵۴ کیلومتر مربع مساحت و ۱۴٬۶۴۰ نفر جمعیت دارد و ۱٬۳۵۸ متر بالاتر از سطح دریا واقع شده‌است.